# ロックマンエグゼシリーズ
ロックマンエグゼシリーズ（英: Mega Man Battle Network Series）は、カプコンから発売された『バトルネットワーク ロックマンエグゼ』を第1作とするデータアクションRPGのシリーズ作品およびメディアミックス作品の総称である。

## 概説
シリーズ第一作目は2001年3月21日、ゲームボーイアドバンス本体と同日に発売され、以後同ハードを中心にシリーズを展開する。
前シリーズであるロックマンDASHシリーズが特に対象年齢層を設けなかったのと対照的に、低年齢層を明確にターゲットと定め、舞台となる世界を当時の子供には馴染みの薄かったインターネットや人工知能などが日常に存在する近未来の社会とし、ゲームシステムにはロックマンシリーズ通例のアクションゲームにトレーディングカードゲームの要素を取り入れたユニークなものを構築する。
通信対戦の要素をデフォルトで持たせた初のシリーズであり、シリーズ展開中は、カプコン公式の対戦の大会が定期的に開かれ、ユーザー同士の交流の場を設けた（ただし日本国内のみ）。
メディアミックスも積極的に行われ、小学館との連携のもと、『コロコロコミック』などでのコミカライズや、シリーズ初のテレビアニメ放送および劇場映画の制作も行われた。
2005年発売の『ロックマンエグゼ6』をもって一旦シリーズの完結が宣言され（外伝やリメイクはその後も数作リリースされている）、その後は200年後を舞台とし、ゲームシステムなども引き継いだ流星のロックマンシリーズが新たに展開することになる。

## シリーズ一覧

### ナンバリング作品
- バトルネットワーク ロックマンエグゼ（GBA、VC）
  - ロックマン エグゼ オペレート シューティングスター（DS）
- バトルネットワーク ロックマンエグゼ2（GBA、VC）
- バトルネットワーク ロックマンエグゼ3（GBA、VC）
  - バトルネットワーク ロックマンエグゼ3 BLACK（GBA、VC）
- ロックマンエグゼ4（GBA、VC）
  - トーナメント レッドサン
  - トーナメント ブルームーン
- ロックマンエグゼ5（GBA、VC）
  - チーム オブ ブルース
  - チーム オブ カーネル
  - ロックマンエグゼ5DS ツインリーダーズ（DS）
- ロックマンエグゼ6（GBA、VC）
  - 電脳獣グレイガ
  - 電脳獣ファルザー

### 番外作品
- ロックマンエグゼ4.5 リアルオペレーション（GBA、VC）
- ロックマンエグゼ バトルチップGP（GBA、VC）
- ロックマンエグゼ N1バトル（WS）
- ロックマンエグゼ トランスミッション（GC）
- ロックマンエグゼ WS（WS）
- ロックマンエグゼ ファントム オブ ネットワーク（携帯アプリ）
- ロックマンエグゼ レジェンド オブ ネットワーク（携帯アプリ）

### アーケード作品
- ロックマンエグゼ バトルチップスタジアム（アーケードゲーム）
- ロックマンエグゼ メダルオペレーション（メダルゲーム）

### コレクション
- ロックマンエグゼ アドバンスドコレクション（Switch、PS4、Steam） - GBAのナンバリング作品（バージョン違い含む）10作のコレクションソフト。
  - ロックマンエグゼ アドバンスドコレクションVol.1 - 『1』『2』『3』『3 BLACK』の4作を収録
  - ロックマンエグゼ アドバンスドコレクションVol.2 - 『4（レッドサン / ブルームーン）』『5（ブルース / カーネル）』『6（グレイガ / ファルザー）』の6作を収録

## ストーリー
コンピュータネットワークが高度に発展し、ネットワーク技術が様々な分野に利用されるようになった、近未来の社会。人々は携帯端末「PET（ペット）」と人格を持ったプログラム「ネットナビ」により、専門的な知識を持たずして、数々のネットワーク技術の恩恵を受けられるようになっていた。しかし、生活が便利になっていくその一方で、数々のネット犯罪も引き起こされていた。
明るく元気な小学生、光熱斗とそのネットナビ、ロックマンは事件を日々解決しながら、裏で暗躍する組織に立ち向かっていく。

## 世界設定
ロックマンエグゼシリーズは、上記の通り「ネットワーク技術が発達した世界」を舞台としており、現実世界と電脳世界という二つの世界を行き来して物語を進めて行く。あらゆる電子機器がコンピュータネットワークを利用して管理されているため、二つの世界は密接に関連しあっている。ネットワーク上に異常が生じた場合は、現実世界にもそれが直接反映されるような形で何らかの異常現象が引き起こされる。例えば電子レンジの電脳世界内で火災を引き起こせば、現実世界においても電子機器本体の温度が上昇し炎上する。作中のネット犯罪者は、このような現象などを利用して悪事を働く。

### 現実世界
主人公の熱斗を含め、人々が住む世界である。現実世界では熱斗を操作して進めていくことになる。これからどうすれば良いのか困った時には、PETにいるロックマンに相談もできる。現実世界にある電子機器にプラグインすると、電脳世界に画面が切り替わる。現実世界で物語を進め、必要に応じてプラグインを行い、電脳世界を冒険するというのが基本的な流れである。プラグイン可能な物はパソコンのような見ただけでもプラグインできそうだと判断できそうな物から、犬小屋や隠れた場所など、一見しただけでは判別できないものまである。
現実世界では、徒歩の他にメトロライン（地下鉄）やリニアバスを使って各地域・施設に移動する。空港から海外に飛び立ったり、船で孤島に行くこともある。メトロは小学生は無料で利用可能となっている。航空機や船も作品によって扱いが異なるが、熱斗はキーアイテムなどによって無料で利用できる。
ロックマンは基本的に現実世界では活動できないが、『エグゼ6』でのみ「コピーロイド」というロボットに入ることで、限定的ながら現実世界でもロックマンを操作できる。

### 電脳世界
コンピュータネットワークによって構成された仮想空間が電脳世界であり、ネットナビが活動している。電脳世界ではロックマンを操作して進めていくことになる。現実世界とは逆に、どうすればいいかわからないときには熱斗に相談できる。また電脳世界にはコンピュータウイルスが出現し、その時には「ウイルスバスティング」と呼ばれるウイルスとの戦闘を行うこととなる（戦闘については#バトルシステムを参照）。
電脳世界には大きく分けてインターネットエリアと呼ばれるものと電脳の二つの区域がある。
インターネットエリア
インターネットエリアとは、各地域とネットワークによって繋がっている区域である。例として、秋原町にはインターネットエリアとして秋原エリアが設定されている。インターネットエリアは道が四方に伸びて、一種の迷路（ダンジョン）となっている。国内だけでなく国外のエリアとも相互に繋がっており、現実世界では船・航空機などを利用しなければ行けない国のエリアへも自由に行き来できる。
しかし、相互に繋がっているとはいえ、初めから全てのインターネットエリアに行ける訳ではなく、エリアの区切りなどにセキュリティが設置されていたり、ネットナビが道をふさいでいる場合があり、この場合セキュリティの解除に必要なパスコードを持っていたり、ネットナビに通る資格を示したりしない限りは、そこから先へ進むことができない。
インターネットエリアからは「スクエア」「HP（ホームページ）」と言われる場所に行ける。
スクエア
スクエアは『エグゼ2』『3』に登場した空間で、オフィシャルスクエア、秋原スクエアなどがあり、ナビが集まっていたり、掲示板が設置されている。『エグゼ4』以降、役割はHPに受け継がれる。
HP（ホームページ）
HPは個人や企業が持つ電脳空間であり、スクエアと同様に掲示板が設置されたり、ナビが集まったりしている。
ウラインターネット
インターネットの中でも、いわゆるアンダーグラウンドな場所。犯罪者や無法者のナビの溜まり場になっており、日常では手に入らない情報も飛び交う。ウイルスもより強力なものがはびこっている危険地帯で、一般のナビは立ち入りを禁止されている。
初作『エグゼ1』から登場しているが、『エグゼ1』のみ通常のインターネットと外見上の違いがない。
電脳
電脳とは、各電子機器に設置された空間で、電子機器を制御している。各電子機器に異常が起きたときには、この空間で異常を取り除くことができる。基本的には独立した空間だが、中にはインターネットエリアと繋がっている空間もある。また、一般的な電脳は一つの空間しかないが、ストーリーに絡む電脳（一般的なRPGで言うダンジョンに相当する）は複数のエリアに区切られており、インターネットエリアと同じく入り組んだ構造をしている。

## バトルシステム
電脳世界でウイルスや敵のネットナビと遭遇する、あるいはライバルのネットナビにネットバトルを申し込むとバトル開始となる。

### バトルフィールド
バトルは縦3×横6マスの範囲で行われ、移動や攻撃の命中判定は、全てマス目単位で行われる。模式的に表すと以下の通り。
|  |  |  |  |  |  |
|  |  |  |  |  |  |
|  |  |  |  |  |  |

|  |  |  |  |  |  |
|  |  |  |  |  |  |
|  |  |  |  |  |  |

左側の赤い3×3マスが自エリア、右側の青い3×3マスが敵エリアであり、互いにそれぞれのエリア内のみを移動し、相手エリアへ向けて攻撃を行う（攻撃時などに瞬間的に相手エリア内に移動することもある）。このエリア配分は不変ではなく、様々な手段で広げたり、逆に狭められたりする（図1は、自エリアを1列分広げた状態）。また特定の条件下では、最初からエリア配分が異なる場合もある。エリアを広げるほど自分の移動範囲を広げつつ相手の移動範囲を狭め、また射程が短い攻撃を届きやすくする一方で相手の射程の短い攻撃を届きにくくする、といった利点がある。
|  |  |  |  |  |  |
|  |  |  |  |  |  |
|  |  |  |  |  |  |

|  |  |  |  |  |  |
|  |  |  |  |  |  |
|  |  |  |  |  |  |

エリアを広げられる最大の範囲は、『エグゼ3』までは相手が立つマス以外の全て（図2-1）で、これにより相手は回避を含む一切の移動が不可になっていたが、『エグゼ4』以降は相手エリア最奥1列手前まで（図2-2）となり、最大限にエリアを広げた場合でも、相手側に移動できる猶予がいくらか残されるようになった。

### バトルの流れ
バトルは「カスタム画面」と「アクション画面」を交互に繰り返して進める（1回の両画面の流れは「ターン」と呼ばれる）。カスタム画面を開いている間、バトルの時間は完全に停止するため、敵の攻撃の影響を受けずに戦術を立てることができる。

#### カスタム画面
バトルが始まると、ロックマンに転送する「バトルチップ」を選択する画面が開く。これがカスタム画面である。バトルチップ選択以外のいくつかの行動もこの画面で行う。
バトルチップ
フォルダからランダムで選出された（一度に選出される枚数はカスタマイズなどで変化）バトルチップを、下記のルールのどちらかに従い、最大5枚まで選択する。なお、何も選択しなくとも良い。
- 同じチップコードを持つチップは、同時に選択できる。（例：ソード[S]とエリアスチール[S]を同時選択）
- チップコードが違っていても同じ名前のチップであれば、同時に選択できる。（例：キャノン[A]、キャノン[B]を同時選択）

バトルチップは使ってもフォルダから無くなることはないが、バトル中には1枚ずつしか使えず、すべて使い切った後はバトルチップなしで戦わなくてはならない。
チップコード
バトルチップに振られている記号。A〜Zのアルファベットと＊（アスタリスク）の、計27種類がある。同じ名前のバトルチップでもコード違いのものが複数存在し、上記のルールの影響で、どのコードのバトルチップをフォルダに入れておくかで、カスタム画面での同時選択のしやすさに影響する。
アスタリスク（＊）
『エグゼ2』から登場した特殊なチップコード。このコードは前者のルール（同一のチップコード選択）を適用する際、どのチップコードとも同時に選択ができる。
（例：インビジブル[＊]とソード[S]を同時選択。スプレッドガン[＊]とキャノン[B]とバルカン1[B]を同時選択）
ただし、同時に2つ以上のコードの代わりにはならず、また＊コード以外のチップはルールに沿って選択しなければならない（キャノン[A]とキャノン[B]を同時選択し、さらにミニボム[＊]を選択するというような方法は不可能）。
ボタン類
カスタム画面の右下には、作品によって様々なボタンが表示されている（状況などによって何も表示されない場合もある）。
それぞれの機能の詳細は、各作品の記事を参照。
- 『エグゼ3』まで - ADD（アド）
- 『エグゼ4』、『エグゼ5』 - ユニゾンコマンド
- 『エグゼ6』 - ビーストボタン

上記のボタン類の上にある「OK」を選択すると、カスタム画面が閉じられてアクション画面へ移り、実際のバトルがスタートする。
プログラムアドバンス (P.A)
複数のバトルチップを特定の組み合わせと順番で選択・転送することで、1枚の強力なチップに融合・変化する現象。条件を満たしていると、カスタム画面を閉じた瞬間に発生する。『エグゼ4』までは特に制限が無かったが、『エグゼ5』以降は同名のP.Aは1バトル中1回しか発現しないようになった。
組合せは「同じチップをアルファベットで連番で選んだ組合せ」（キャノン[A]、キャノン[B]、キャノン[C]など）や「同種でレベルの異なるチップを連番で選んだ組合せ」（キャノン[C]、ハイキャノン[C]、メガキャノン[C]など）が多い他、ナビチップを含むストーリーにちなんだものもある。前者では、アスタリスクは1枚まで入れることができるが、2枚以上では発現しない。

#### アクション画面
カスタム画面終了後、リアルタイムで時間が進行する中でバトルが行われる。これがアクション画面である。自エリア内を移動し、基本装備のロックバスター（あるいはその溜め撃ち）か、カスタム画面で転送したバトルチップを使用して攻撃などを行う。
ロックバスター
バトルチップとは別に使用できるロックマンの基本武装。バトルチップと異なり無制限に撃てるが威力は低い（デフォルトでダメージ1）。また目標が近いほど素早く連射できる。
アタック（攻撃力）・ラピッド（連射力）・チャージ（溜め速度）のパラメータを持ち、いずれもデフォルトでは最大5段階まで強化可能（戦闘中一時的にそれ以上に強化される場合もある）。
パラメータの強化は、『エグゼ2』まではバスターUPと呼ばれるパワーアップアイテムを入手して使用することで、『エグゼ3』以降はナビカスタマイザーを使用することで行う。
チャージショット（溜め撃ち）
ボタンを押しっぱなしにすると、チャージショット（「溜め撃ち」とも呼ばれる）が撃てる。通常のロックバスターの10倍の威力がある。
また、『エグゼ2』以降はスタイルチェンジやソウルユニゾンなどによって異なる性質の溜め撃ちを放つことができる。
なお、『エグゼ』と『エグゼ2』ではチャージのレベルが1（最低値）の場合、チャージショットを撃つことができない。
カスタムゲージ
バトル中に画面上部で溜まっていくゲージ。最大まで溜まった後は、好きなタイミングで再びカスタム画面を開き、バトルチップを転送することができる。ゲージが溜まるまでの時間はデフォルトで約9秒だが、バトルチップやカスタマイズによって溜まる速度を変えることができる。
通信対戦時はゲージを相手と共有し、溜まった後はどちらかがカスタム画面を開いた時点で相手側も強制的にカスタム画面へ移る。

#### バトルの決着
以上の流れを繰り返し、敵を全滅させた時点で勝利となる。逆にダメージを受けるなどしてロックマンのHPが0になった場合はゲームオーバー、もしくはネットバトルの敗北となる。
バスティングレベル
勝利時に表示されるバトルの内容に対する評価で、1〜10、Sの順に高い。下記の基準で換算されたポイントがそのままレベルになり、ポイントが11以上の場合はすべてレベルSになる。
デリートタイム
戦闘終了までにかかった時間を、1/100秒単位で計測したもの。なお境界の時間（ウイルス戦の5秒など）は、高いポイントの方が適用される。
ウイルス戦
- 〜5秒 ： 7ポイント
- 5秒〜12秒 ： 6ポイント
- 12秒〜36秒 ： 5ポイント
- 36秒〜  ： 4ポイント

ナビ戦
- 〜30秒 ： 10ポイント
- 30秒〜40秒 ： 8ポイント
- 40秒〜50秒 ： 6ポイント
- 50秒〜 ： 4ポイント

攻撃を受けてのけぞった回数
のけぞらなかった回数は含まず。
- 0回 ： +1ポイント
- 1回 ： ±0ポイント
- 2回 ： -1ポイント
- 3回 ： -2ポイント
- 4回以上 ： -3ポイント

移動距離
初期位置から移動したマス目の数。
- 0〜2マス ： +1ポイント
- 3マス以上 ： ±0ポイント

複数の敵を同時に倒す
- 2体同時 ： +2ポイント
- 3体同時 ： +4ポイント

その他（『エグゼ6』のみ）
- クロスを装備しない ： +1ポイント

### システム詳説

#### パネル
フィールド上のマスは「パネル」と呼ばれ、ヒビや草むら、氷など様々な種類が存在し、上に立つものに影響を与える。作品ごとに登場するパネルの種類は異なり、バトル中様々な要因で塗り替えられていく。
以下にシリーズに頻出する代表的なパネルを挙げる。
ノーマルパネル
通常のパネル。特定の条件を満たすことで下記のパネルに変化したり、逆にそこからノーマルパネルに戻ったりする。
ヒビパネル（半壊パネル）
初作より登場。ひびの入ったパネル。何か（浮遊しているものを除く）が上を通過する、またはさらにひびが入る（半壊する）効果の攻撃を受けると完全に壊れ、穴パネルに変化する。
穴パネル（全壊パネル）
初作より登場。完全に破壊され、穴の開いたパネル。飛行能力を持たないものは乗ることができず、そこへ移動することができない。また、地面を這う攻撃などパネル上を通過した攻撃の一部を遮断、無効化する効果を持つ。一定時間が経過するとノーマルパネルに戻る。
穴パネル
『エグゼ2』より登場。バトルの最初から穴となっており、上記の破壊されてできたものと異なり、時間経過でもノーマルパネルにならず、他のパネルに塗り替える効果も一切受け付けない。
マグマパネル
『エグゼ2』から『エグゼ5』まで登場。火属性以外のナビ、ウイルスがこのパネルに乗ると火属性ダメージを与え、ノーマルパネルに戻る。また、作品によっては時間経過や水属性の攻撃によってもノーマルパネルに戻る。
氷パネル（アイスパネル）
乗ると滑るパネルで、エリアの端に到達するか氷パネル以外のパネルに乗るまで自動的に移動してしまう。ただし、水属性のナビは滑らない。さらに、作品によって以下の効果が発揮される。
- 『エグゼ2』から『エグゼ4』では、パネル上で電気属性の攻撃は2倍のダメージとなる。
- 『エグゼ6』では、パネル上で水属性の攻撃を受けると凍結状態になる（その際パネルはノーマルに戻る）。

クサムラパネル
このパネル上で火属性の攻撃は2倍のダメージとなり、かつノーマルパネルに戻せる。また、木属性のナビ、ウイルスがこの上にいる間、徐々にHPが回復し続ける。ナビの回復速度は『エグゼ2』から『エグゼ4』までは一定であったが、『エグゼ5』からはHPが残り少ない（赤く表示される）状態での回復速度が遅くなった。
ドクパネル
『エグゼ2』より登場。毒々しい紫色の沼地のパネルで、上にいる間、徐々にHPが減り続ける。
『2』『3』はダメージを無効にする手段がパネルを変化させる以外にないが、『3BLACK』『4』以降は特定のソウル（クロス）、ナビカスプログラムで無効にできる。
ホーリーパネル
『エグゼ2』より登場。光り輝くパネルで、このパネル上にいるものは（敵味方問わず）受けるダメージが2分の1になる。
『エグゼ4』『5』では悪状態のロックマンが上に立つとノーマルパネルに戻る。
磁石パネル（マグネットパネル）〔エグゼ2〕
『エグゼ2』のみ登場。上下両脇のナビ、ウイルスを強制的に引き寄せる。
砂パネル（サンドパネル）
『エグゼ3』にのみ登場。乗ると砂に足が取られて移動速度が遅くなる。また、特定の攻撃の発動を封じたり、逆に強化させたりする。
メタルパネル
『エグゼ3』から『エグゼ4』に登場。チップなどの攻撃によるパネルのひび割れ、穴あきを無効にするパネル。ただし、その他のパネルには塗り替えることが可能。
蟻地獄パネル
『エグゼ4』のみ登場。上に乗ると、足を取られ、数秒間移動が不可能になる。その後はノーマルパネルに戻る。
バトルチップ『トルネード』『ノイズストーム』『ウインドマン/SP/DS』のヒット数が上昇する。効果を発揮したパネルはノーマルパネルに戻る。
磁石パネル（マグネットパネル）〔エグゼ5〕
『エグゼ5』のみ登場。『エグゼ2』のものとは逆に、上に乗ったナビ、ウイルスを、移動して来た方向に対して時計回りに弾き飛ばす。
水パネル
『エグゼ5』のみ登場。また、水属性以外のナビ、ウイルスは上に乗ると足を取られ、移動速度が遅くなる。一部のナビ、ウイルスはパネルの下に潜水し、攻撃を避わすことができる。電気属性の攻撃であればダメージが2倍となる上、潜水したナビ・ウイルスにもダメージを与えられる。
火口パネル
『エグゼ6』のみ登場。一定時間ごとに炎を吹き出すパネル。炎の攻撃力は50。ただし、この炎自体は無属性であり、木属性のナビであっても2倍のダメージを受けない。
矢印パネル
『エグゼ6』のみ登場。上に乗ると、矢印の方向に強制的に移動する。木属性の攻撃を当てるとノーマルパネルに戻る。

#### 設置物
フィールドには、ナビやウイルス以外にも、岩やキューブ（立方体のブロック）といった、様々な「設置物」が存在する場合がある。これらはバトルの最初からフィールド上に置かれていたり、またバトルチップなどで自ら置いたりすることができ、攻撃を防ぐ壁として使える他、特殊な効果を及ぼすものもある。
設置物にもHP（耐久力）が設定されており、ダメージを与えることで破壊することが可能。特に「ブレイク性能」を持っている攻撃であれば耐久力にかかわらず一撃で破壊できる。また、同時にフィールドに置くことのできる数は決まっており、上限を超える数を設置した場合、古いものが入れ替わりに消滅する。

#### その他
カウンター
敵が攻撃してくる瞬間に攻撃を当てることで特殊な効果が発生する（発生時には "COUNTER HIT!" と表示が出る）。『エグゼ3』で実装されたが、『エグゼ4』で大幅に変更が加わる。
- 『エグゼ3』 - 敵を倒した場合にのみだが、ロックバスター・バトルチップどちらでも発動できる。ウイルス戦では最大3回、ナビ戦では最大1回まで発動可。戦闘終了後、発生させた回数に応じて「バグのかけら（後述）」が手に入る。ナビを相手にカウンターを取ると、1回辺りのバグのかけらの個数が多い。
- 『エグゼ4』以降 - （画面が暗転しない）バトルチップによる攻撃のみでだが、1回のバトルで何度でも発動可能。敵が麻痺状態になり、さらにロックマンがフルシンクロ状態になる。バグのかけらの入手条件にはならない。

ココロウィンドウ
『エグゼ4』以降に登場する表示で、バトル中の様々な影響で変化し、それに応じてロックマンの攻撃力などのステータスが変化する。
シリーズに登場するウィンドウの状態は以下の通り。各状態の詳細は、初出作品の記事を参照。
|                                   | 4    | 5 | 5DS | 6 |
| --------------------------------- | ---- | - | --- | - |
| 通常                              | ○    | ○ | ○   | ○ |
| フルシンクロ                      | ○    | ○ | ○   | ○ |
| 怒り                              | ○    | ○ | ○   | ○ |
| 不安                              | ○    | ○ | ○   | - |
| 悪                                | ○    | ○ | ○   | - |
| ソウルユニゾン （カオスユニゾン） | ○[5] | ○ | ○   | - |
| バグ[6]                           | -    | ○ | ○   | ○ |
| 危機                              | -    | - | ○   | - |
| 獣化（超獣化）                    | -    | - | -   | ○ |
| クロス（クロスビースト）          | -    | - | -   | ○ |
| 疲労                              | -    | - | -   | ○ |
| 極限                              | -    | - | -   | ○ |

### その他のゲームシステム
フォルダ

データライブラリ
入手したバトルチップが自動的に記録される。チップコードは記載されない。データライブラリをすべて埋めることで発生する隠し要素などが存在する。
チップトレーダー
要らないチップを数枚入れると、新しいチップが1枚出てくる装置。何が出てくるかは運次第であり、入れたチップの種類、稀少度は関係ない。チップを3枚入れるノーマルトレーダー、10枚入れるチップトレーダースペシャルの2種類が存在する。初作では直前にセーブをすることで好きなチップを入手するまで何度でもやり直しができたが、『エグゼ2』以降は使用後に自動セーブがされるようになった。
サブチップ
バトルチップとは異なる、電脳世界を移動する際に使うことのできる補助用のチップ。詳細はロックマンエグゼ2#サブチップを参照。
ナビカスタマイザー
通称「ナビカス」。『ロックマンエグゼ3』から登場した、ナビをカスタマイズするためのシステム。パズルのピースをはめ込むような操作でプログラミングを行えるため、ルールさえ覚えてしまえば高度な知識を必要とせず使用が可能。ルールはタイトルごとに細かな差異がある。
ナビカスパーツ
ナビカスタマイザーに組み込むパーツのこと。HPとバスターの性能を強化する「プラスパーツ」と、様々な能力を付加する「プログラムパーツ」とに大別される。パーツを置く空間には上から3段目に「コマンドライン」と呼ばれる線が横に引かれており、プラスパーツはコマンドライン上に配置してはならず、逆にプログラムパーツはコマンドライン上に配置しなければならない、というルールがある。
バグ
プログラムミスのこと。ナビカスタマイザーにおいては、定められたルールに従わずパーツを組み込んだ場合に発生し、ネットナビに様々な異常をもたらす。発生するバグはどのようなプログラムミスをしたかによって異なる（HPが減少し続ける、バスターが空撃ちになる、など）。基本的には悪影響が出るが、中には逆にそれを利用し戦術を立てることが可能なバグもある。
ナビカス初出の『エグゼ3』のみ「エラー」という概念もあり、こちらは発生した場合ナビカスタマイザーの起動自体ができなくなるため、必ず原因を取り除くかプログラミングを中止しなければならない。
ミステリーデータ
電脳世界に置かれている正八面体の形をしたデータ。解析することで何のデータか判明する。基本的にはお金（ゼニー）、バトルチップのデータである。ミステリーデータには種類があり、緑、青、紫、金と色分けがされている。
青色、紫色のミステリーデータは予め中身が決まっており、緑色と金色のミステリーデータの中身はプラグインした時点でそのエリアで定められた数種類のデータの中からランダムに一つ選ばれる。エグゼ2までは緑色のミステリーデータに限り開ける直前に中身の判定がされるためリセットを繰り返すことで中身をある程度操作することが可能だった。
緑色
一度解析しても一旦プラグアウトし再び入りなおすことで何度も入手可能。中身はお金やバトルチップでありランダムで変わる。ウイルスが潜んでいることもある。サブチップ「アントラップ」を使用することによって回避することができ、この場合は、ウイルスが出現せず通常よりもランクが高いアイテムが入っている。
また、『エグゼ4』以降はウイルスバスティング時に相手エリア内に出現する場合があり、敵味方問わず一切の攻撃を当てずにウイルスをデリートすると、リザルト画面でその中身を入手できる。
青色
一度解析すると無くなってしまう。中身はお金とバトルチップの他にもサブチップやロックマンを強化するHPメモリやサブメモリ、ナビカスパーツなどのデータである。
紫色
『エグゼ2』から登場。解析するためにはサブチップ「オープンロック」が必要。中身は大金やレアチップ、ロックマンを強化するためのパーツなどで、青色のミステリーデータと同様、一度解析すると無くなってしまう。
金色
『エグゼ6』に登場。緑色のミステリーデータが低確率でこの金色のミステリーデータと入れ替わっている。中身は緑色のミステリーデータよりも良いバトルチップや大金が入っている。
バグのかけら
『エグゼ2』から登場。電脳世界存在するバグの集合体で、集めたバグのかけらを「バグのかけら交換屋」などへ持っていくことで、通常のショップでは購入できないバトルチップやナビカスパーツが手に入る。

## 通信機能

### データの交換・共有
バトルチップの交換・譲渡
通信相手とお互いにバトルチップを選択し交換する。一方が未選択にすることで譲渡することもできる。
ただし、バトルチップに「クラス」の概念が実装された『エグゼ3』以降は、最上位のギガクラスのチップのみ交換・譲渡が不可能となっている。
ライブラリコンペア
『エグゼ3』より実装。データライブラリを通信相手と比較し、自分が未入手で相手が持っているバトルチップのデータを、お互いに得ることができる。
このままでは実際に入手したことにはならないが、データを入手したチップは、同時に実装された「取り寄せサービス」を利用することで（本来購入不可のも含めて）購入ができるようになる。

### 通信対戦
ロックマン同士で対戦を行う。「れんしゅう」と「ほんばん」の二種類があり、後者の場合、勝者は相手が所持するバトルチップをランダムで1枚取得することができる。
通常のバトルと異なる点は以下の通り。
- 自分か相手のどちらかがカスタム画面に入ると、もう一方も強制的にカスタム画面に入る（#バトルシステムの「カスタムゲージ」の項も参照）。
- バトルを行えるターン数が限られている（10または15ターン）。最終ターンではカスタムゲージの代わりにカウントダウンが表示され、0になるまで決着がつかなかった場合は判定となる。
  - 判定による勝敗は残りHPに関係なく、バトル中に相手に与えたダメージの総和で決定される（より多くのダメージを与えた方が勝利）。
- フィールドは、一切の設置物が存在せずパネルもノーマルのみというオーソドックスなものから、様々な設置物や特殊パネルに埋め尽くされたもの、定期的に設置物が補充されたり風が一定方向に吹き続けるものなど、数10パターンの中からランダムに選ばれる。
  - 選ばれるフィールドの中には、互いのエリアに1本ずつ旗が立っており（旗のHPは固定）、ロックマンだけでなく相手エリア上の旗をデリートしても勝利となる、特殊なルールが適用されるものもある。

## 登場キャラクター
身長は『ロックマンエグゼのひみつ オフィシャル設定イラストガイド』より。

### 人間
光 熱斗（ひかり ねっと）
本作の主人公。秋原小学校の小学生。身長142.8cm。
明るい性格で、ロックマンとは強い絆で結ばれている。常にナビマークが描かれたバンダナを身につけており、外す場面は滅多にない。勉強は苦手だが、ウイルスバスティングにおいては高い才能の持ち主で、物語の中でロックマンと共に世界の危機を幾度も救うことになっていく。ロックマンとともに発揮するウイルスバスティングおよびネットバトルの能力の高さには、後述の理由でロックマンとのシンクロ率が非常に高いことと、ロックマンとの強い信頼関係が大きく影響しているが、本人のオペレート能力も秀でており、『5』や『6』においてロックマン以外のネットナビを支障なく扱う（『5』のリベレートミッションや『6』のリンクナビなど）ことができる。
『2』以降は世間でその武勇伝をナビのロックマンとともに知られており、大人にさえも一目置かれる存在になっているが、年相応に未熟で自分勝手な部分もあり、彼が成長していく様もシリーズを通して描かれる。
『6』の20年後には科学省の職員となっており、メイルと結婚して「来斗」という男児をもうけている。
桜井 メイル（さくらい メイル）
熱斗の幼なじみ。身長143.7cm。ピアノが得意。危険に飛び込んでゆく熱斗をいつも心配している。熱斗に対して恋心を抱いており、『6』の20年後では熱斗と結婚し「来斗」という男児を出産している。
大山 デカオ（おおやま デカオ）
熱斗の同級生でガキ大将タイプでモヒカンヘアが特徴。身長152.9cm。面倒なことを熱斗などに押し付けることもあるが、実は弟思いで友情に厚い性格で、いざというときは頼りになる人物。ネットバトルは基本的に力任せ。熱斗をライバル視しているが、仲が悪いわけではなく、『4』ではレーザーマンの襲撃時に駆け付けたが、それが原因でガッツマンのダークソウルを発動させてしまった。『6』の20年後には秋原町の町長に就任している。
綾小路 やいと（あやのこうじ やいと）
熱斗の同級生で大富豪の娘。身長115.3cm。上記の3人より2歳年下だが、IQが高いため特別に飛び級している。手が小さいためPETの操作が苦手。『6』の20年後には会社を継いで社長になった。
伊集院 炎山（いじゅういん えんざん）
クールな性格で、熱斗のライバル的存在。身長144.5cm。大企業「I.P.C（伊集院PETカンパニー）」の御曹司でオフィシャルネットバトラーのエース。ナビを道具としか見ていなかったが、熱斗と出会い自分にとって大切なものだと考えを改めてゆく。『3』で荒駒虎吉から、その強さの秘密が明かされた。『6』のエンディングでは飛び級でアメロッパの大学に入学が決まっていた。さらに20年後では国際オフィシャルネットバトラーの長官に就任している。
日暮 闇太郎（ひぐれ やみたろう）
バトルチップ収集が大好きなオタクの青年。身長174.4cm。かつてはWWWに所属していたが、改心後は秋原町でチップショップを経営。『5』までの熱斗たちの担任である大園まりこに好意を抱いている。『6』ではレアチップを求めてアメロッパに出張していた。
火野 ケンイチ（ひの ケンイチ）
通称「ヒノケン」。身長175.7cm。『5』以外の全てのシリーズに登場している。口調はやや荒く「へっへっへっ」という独特な笑い方が特徴。長髪の赤い髪が特徴。『1』『3』ではWWWの幹部として熱斗と敵対。『4』では犯罪組織を結成し爆弾テロを起こそうとするが、途中で考えを改めた。『6』では完全に改心、才葉学園の教師（そのため大学を卒業していることも判明する）として登場し、熱斗に「クロスシステム」について教えた。また、『2』では空港にて一般人として登場している。
大園 まりこ（おおぞの まりこ）
『6』以外で、熱斗たちのクラスの担任を務める新米美人教師。身長160.8cm。
光 祐一朗（ひかり ゆういちろう）
熱斗の父。身長180cm。科学省でネットナビの研究をしている。ロックマンや疑似人格プログラムを搭載したネットナビの生みの親。正義感が強い性格は息子の熱斗に受け継がれているらしい。
光 はる香（ひかり はるか）
熱斗の母。身長163.5cm。仕事で留守がちな夫にかわって光家を守っている。料理が得意。度々危険に身を投じる熱斗を心配している。
名人（めいじん）
伝説の69連勝を誇るネットバトル名人。『2』〜『5』では様々なナビでプレイヤーの挑戦を受ける。『6』では対戦用のバトルチップを売ってくれる。
カプコン開発部の本シリーズシナリオ担当・江口正和がモデルとなっており、江口本人もイベントなどで「江口名人」の名で本シリーズの解説などを行う。アニメシリーズでは「名人さん」とさん付け（特に熱斗）される度に「『さん』はいらない!」と返すのがお約束であり、当の江口もゲームシリーズ15周年記念座談会の冒頭で「名人さん」と呼ばれるや否やそう返した。
ワイリー
ネット犯罪組織、WWWの総帥。身長168.4cm。かつてはロボット工学の第一人者であり、自らの研究場所を奪ったネットワーク社会そのものを憎み、壊滅させるためWWWを結成した。悪人ながら人望は高く、それゆえWWWには有能な人材が集まりやすいとも言われている。リーガルの実の父であり、バレルの育ての親でもある。リーガルを正しい道に導いてやれなかったことを悔いている。バレルにカーネルを与えたのも彼である。『6』で逮捕された後は改心し、研究の末ネットワークにおける自動迎撃システム「カーネル」と自動修復システム「アイリス」を生みだした。
Dr.リーガル
『4』『5』に登場。犯罪組織ネビュラのボス、軍事国家「Z国」の研究者という2つの顔を持つ。ワイリーの実の息子であり、父ワイリーが開発した「ココロ・ネットワーク」を悪用して全人類の心を悪に染め上げることを企んでいた。最後はココロ・ネットワークの暴走によって記憶を失い、科学省で働くことになる。

### ネットナビ
ロックマン
本作のもう一人の主人公。正義感が強く生真面目な、熱斗のネットナビ。身長148cm。熱斗のことを「熱斗君」と呼ぶ。熱斗に対しては、やや口うるさい一面もある。熱斗同様正義感が強く、悪人には容赦しないものの、彼に比べると性格は穏やかで口調も柔らかく、他人を気遣うことが多い。基本的に装備している武器は右腕のロックバスターのみで、ゲーム中のイベントではよく連射しているが威力は低い。世界初の「心を持ったネットナビ」で、心臓病「H・B・D」で亡くなった熱斗の一卵性双生児の双子の兄、彩斗（さいと）のDNAデータを人格データに変換し、「エクサメモリ」というメモリ拡大プログラムに取り込み、ネットナビに移植したことで誕生した（そのため熱斗はそのことを知ってしばらくの間は彼を「彩斗兄さん」と呼んでいた）。そのため、シンクロ率が100%になることで、ロックマンが受けたダメージが熱斗に伝わる危険性があった。
アニメ版では父親である光祐一朗から贈られたプログラムを汎用ナビに組み込んで誕生したことになっており、彩斗は元から存在しない。しかし、『コロコロコミック』で連載されていた鷹岬諒による漫画版では裏設定として存在しており、両親はこの事実を知っているが熱斗とロックマン本人は知らないということになっており、一部のエピソードでこの設定を仄めかしている。
『1』でドリームウイルスとの戦いの前に敗北するが、「saito.bat（サイトバッチ）」を使用しダメージ伝導を受け入れることで復活した。強い磁場などで異常の発生した電脳世界においても大きな影響を受けることがない。普段はごく普通のナビのように振る舞っているが、兄（彩斗）としての顔がのぞくこともあり、その際は熱斗への呼び方も「熱斗君」ではなく「熱斗」と呼び捨てになる。
ロール
メイルのネットナビ。ロックマンと仲が良く恋愛的な好意があるような行動をする。身長148cm。『4』ではワープでの移動とウイルス召喚を駆使する。装備武器はバトルチップを破壊するロールアロー。HPを回復するハートフラッシュや、ヘアバンドで攻撃するロールウィップなどの技を使用する。
ガッツマン
デカオのネットナビ。身長163cm。「ガッツパンチ」などの近接戦闘、フィールド破壊を得意とする。
グライド
執事のような丁寧な言葉遣いが特徴の、やいとのネットナビ。身長179cm。戦闘能力は高いが、すすんで戦闘に参加することはほとんどない。
ブルース
炎山のネットナビ。身長161cm。冷徹な仕事ぶりで犯罪者たちに恐れられている。ソード系統攻撃で近距離・遠距離両方を攻め、大抵の遠距離攻撃をリフレクトで防ぐことができる。優しさや思いやりといった感情はプログラムされていないが、『5』ではチームメンバーに己の甘さをわびる場面があった。自他共に認める熱斗とロックマンのライバルである。
ナンバーマン
日暮のネットナビ。身長182cm。計算が得意で、スーパーコンピュータ並の演算能力を持つ。日課は日暮の集めたチップデータの管理。定規型のブーメランやサイコロ型のボム、ナンバーボールなどを用いて戦う。
ファイアマン
『1』『4』に登場したヒノケンのネットナビ。身長188cm。粗暴だが熱い性格。WWWとしてヒノケンの悪事に何度も加担している。日本国外の名前ではトーチマンと表記されている。
ヒートマン
『2』『6』に登場したヒノケンのネットナビ。常にテンションが高い。悪事に加担したことはない。
フォルテ
世界最古の完全自律型（人間がいなくてもネットバトルができる）ナビ。対峙した敵のデータを切り取り自身に貼り付け再編集し、自身の性能を強化する「ゲットアビリティプログラム」がインストールされている。ウラインターネット間ではほぼ伝説的な存在として知られており、『2』ではゴスペルがバグの集合体をフォルテにすることで究極のナビを作成しようと考えていた。『3』でバギー・プログラム「ゴスペル」、『6』で電脳獣のデータを取り込んでいる。

## 現実世界の国・地域・施設
各国はその国独自の言語を持っているが、PETに備わった翻訳機能のおかげで、問題なく意思疎通を行うことができる。

### ニホン国
デンサンシティ
シリーズを通じて登場する都市。各施設への移動はメトロラインを使用する。地図上では、現実の日本の関東地方に相当する位置を占める。
秋原町
熱斗が住む町。住宅街である。町には秋原小学校やチップショップ「ヒグレヤ」がある。
秋原小学校
熱斗が通う小学校。『エグゼ4』以降では、綾小路家の豪邸がその敷地に建っており、学校がマップ上から消滅している。ただし学校へ行く文化がなくなったというわけではなく、『エグゼ4』では熱斗が祐一朗に学校生活を尋ねられていたり、『エグゼ5』ではネビュラの影響で学校が休みになったという設定だったり、『エグゼ6』ではイベントで教室が登場したりしている。
その他登場した街や施設
- コトブキ町 - 「近代的な都市」になるはずであった町。マンションなどが多く建ち並んでいる。
- 官庁街 - 各省庁のある地域。実際の官庁街と同じである。
- 科学省 - 官庁街にある施設。当初は水道局と併設していたが、後に移動・分割されている。
- 水道局 - 水道管理をしている場所。
- デンサンタウン - デンサンシティの中心となる街。いくつかの区画に分かれている。
- おくデンだに - キャンプ地。奥に「おくデンダム」がある。
- マリンハーバー - オフィシャルセンターがある海沿いの街。DNNによるテレビ撮影もよく行われる。
  - オフィシャルセンター - 正式名称「ニホンオフィシャルセンター」。依頼掲示板があり、ライセンス取得も可能。光熱斗の父、祐一朗は『エグゼ2』のみ科学省ではなくここに勤務している。

- 電気街 - 電気店が多く立ち並ぶ街。一番大きな店舗はジョーモン電気。奥の広場には巨大なスピーカーを伴った電波塔がある。
- デンサンドーム - ネットバトル大会の会場になったり、市長が演説したりすることがある。外にはたこ焼き屋さんがある。
- デンサン空港 - 海外に行く時に利用する空港。飛行機の見学も可能。
- シェロ・カスティロ - デンサンシティ初のテーマパーク。ネットバトル大会の会場になったこともある。
- よかよか村 - 動物園があり、屋台も多く設置されている。旅館「うらかわ」がある。
- ビーチストリート - 港に面した町。湾岸病院もある。
- TV局 - デンサン・ニュース・ネットワーク（DNN）のテレビ局である。

エンドシティ
デンサンタウンから西側に位置する街。
- シャチホコ城 - 観光施設となっている巨大な城。屋根の左右には大きな金のシャチホコがあり、片側に城を管理するメインコンピュータが組み込まれている。

オラン島
かつては炭鉱として栄えた島だったが、現在では無人島になっている。地下には巨大な削岩機が存在する。石炭の他には、PETの開発に用いられるマグネメタルと呼ばれる鉱石が大量に眠っている。
才葉シティ
『エグゼ6』の主な舞台となる街。デンサンシティ以上にネットワーク整備がなされ、次世代ネットワークのモデルタウンとなっている街である。各タウンへの移動はリニアバスを使用する。
- セントラルタウン - 才葉学園や万博会場がある。エグゼ6で光熱斗が引っ越してきた街。住宅街である。

- 才葉学園 - 熱斗の転校先の小学校。高校までエスカレーター式で進学できる。

- シーサイドタウン - 水族館があり、水に関しての研究を行っている。
- グリーンタウン - 才葉シティにおける裁判を全て行っている裁判所がある。裁判所には「審判の木」と呼ばれるシステムが存在し裁判官の代わりに裁判を行う。
- スカイタウン - 高度10000メートルの空中に作られた空中の町。才葉シティの天候を管理している「ウェザーくん」がある。

### 諸外国
アメロッパ
石畳の歴史ある町並みが美しい国。海外の中でも比較的頻繁に登場する国。
- アメロッパ城 - 歴史的な価値がある建造物。現在はアメロッパオフィシャルセンターとしても利用されている。内部には、ネットワークで制御された危険なトラップが仕掛けられている。
- 裏通り - 一見するとガラが悪い人々が集まっているが、仲間意識が強い人々である。代表者のラウルはオフィシャルネットバトラー。
- コロッセオ - 歴史的建造物。ネットバトル大会の会場にもなった。
- アメロッパ空港 - アメロッパにある空港。

アジーナ
大陸にある王国。
- アジーナ遺跡 - 巨大な仏像があり、線香の匂いが立ち込めている。巨大な仏像にはプラグインでき、よく見るとまばたきしている。

シャーロ
年間を通して雪の降り積もる北の国。モデルはロシア。
- 宇宙センター - ANSAに並ぶ宇宙センター。『エグゼ4』では人工衛星を操り小惑星の軌道を分析した。

アッフリク
ミズガミ様を祀っている自然に溢れた緑豊かな国。

### 名称のみ登場した地名
会話中などに名称が出てくるのみで、ゲーム中実際に訪れることがない場所。アニメでは「Z・R国」以外実際に登場した。
アキンドシティ
『エグゼ3』に登場した荒駒虎吉の出身都市。
シーサーアイランド
『エグゼ4』に登場した五十嵐ランの出身地。200年後の『流星のロックマン3』ではシーサーアイランドそのものが登場し、星河スバルたちが実際に訪れる。
チョイナ
『エグゼ5』に登場したジャスミンの故郷。
クリームランド
ニホンよりかなり北にある国。小国だが、いち早くネットワーク技術を取り入れて発展を遂げた国。『エグゼ2』『エグゼ5』で登場したプリンセス・プライドの出身国。
Z国
高い軍事技術を誇る国。かつてリーガルが科学者として勤めていた国。
『アドバンスドコレクション』ではX国になっている。
R国
『エグゼ1』でワイリーが乗っ取ろうとした軍事衛星の保有国。
『アドバンスドコレクション』ではM国になっている。

### アニメ版に登場した地名
ジャワイ島
熱斗が世界旅行中に訪れた国の一つ。南の島のリゾート地。
ブランドシティ
熱斗が世界旅行中に訪れた国の一つ。ミリオネアの出身地で、アメロッパの領域にある高級住宅街。高級な宝石や有名ブランド品を売っている店なども存在する。
ナマステ
熱斗が世界旅行中に訪れた国の一つ。マハ・ジャラマの出身国でアジーナに存在するカレーで有名な国。
キングランド
熱斗が世界旅行中に訪れた国の一つ。エレキ伯爵、ガウスの出身国で、マグネッツ家やエレキテル家の本家が存在する。後にやいとが海外留学する場所となっている。

## インターネットエリア
括弧内は登場した作品を表す。

### ニホンのエリア
デンサンエリア（2）
青い床が特徴的なエリア。外国のインターネットにつながるエリアがある。
コトブキエリア（2）
一つしかエリアがないため、エリア数が存在しない。背景のオレンジ色が特徴的。
秋原エリア（3〜6）
『エグゼ3』では、床の色が鮮やかなエリア。学校の看守ナビがいる。
『エグゼ4』では、青白い床のエリア。メイルたちのHPに繋がるワープホールがある。
『エグゼ5』では、鮮やかな青色のエリア。サイバーワールドの雰囲気が出ている。
『エグゼ6』では、エリアが一つしかなく、ストーリー後半で訪れることになるのでウイルスも強い。仲間たちのHPが無くなり、代わりにパーソナルスペースがある。
科学省エリア（3、5）
『エグゼ3』では、N1グランプリ前半の主な舞台となったエリア。
『エグゼ5』では、水色の床と広大な面積が特徴的なエリア。
よかよかエリア（3）
細い道が多く存在するエリア。よかよか村のインターネットである。
ビーチエリア（3）
ウラインターネットの入り口へ繋がるエリア。ストーリー後半では何度も訪れることになる。
ジゴクエリア（3）
エリアは一つしかないものの、2箇所に分断されているエリア。ウラインターネットに接している。背景はハリジゴク。
タウンエリア（4）
電気街のインターネット。上下移動が比較的多いエリアである。
パークエリア（4）
シェロカスティロの管理するエリア。一部、道が壊れている所がある。
オラン島エリア（5）
オラン島のインターネット。エンドエリアと科学省エリア、秋原エリアにつながるエリアである。茶色い床が特徴。
エンドエリア（5）
広大なエリアと黄色い床が特徴。城型のセキュリティシステムがある。
セントラルエリア（6）
セントラルタウンのインターネット。エリア3には大穴と電脳獣の碑がある。
シーサイドエリア（6）
矢印パネルが多く存在するエリア。少々動き難い。
グリーンエリア（6）
規則に厳しいエリア。大きな木があり、根元にはウラインターネットゼロに繋がる穴が開いている。
スカイエリア（6）
坂が多いエリア。ラッシュフードを使用することで動きやすくなる。ウラインターネットに接しているエリア。
アンダーグラウンド（6）
電脳獣が封印されていたエリア。ここに住むウイルスにはネットポリスも敵わなかった。

### 外国のエリア
アジーナエリア（2、4）
『2』では電脳樹が多く植えられているエリア。ゴスペルによって壊滅状態になった。
『4』では曲がった道が多いエリア。ゴミ捨て場がある。
アメロッパエリア（2、4）
『2』ではウラインターネットに接しているエリア。
『4』では丸い広場が多く存在するエリア。ホテルのHPに繋がるワープホールがある。
アッフリクエリア（4）
広いスペースを持つエリア。トーナメントをきっかけにナビを呼び込もうと努力をしている。
シャーロエリア（4）
矢印パネルが多く存在するエリア。ウラインターネットにも繋がっている。
ウラインターネット（1〜6）
犯罪者が数多く潜むシリーズ御馴染みエリア。作られた理由は『3』で明かされる。
『1』ではエリア名の表示が存在しないため、その場にいるナビからのみ判断することが可能。見た目は通常のインターネットエリアと変わらない。
『2』ではエリア全体が黒色になり、全体の面積も広大な物となった。ウラスクエアも存在する。
『3』では『2』と同様に広大な面積を誇る。また、『3』はウラを中心に活動することが多い作品である。
『4』ではエリア構造が『2』に著しく類似し、エリア自体は広いが一気に他のエリアに行くことができるため、そこまで移動には困らない。フォルテの像が設置されている。
『5』ではエリアが狭まり、エリア4までになった。またある場所からエリア3に簡単に飛ぶことができるので比較的簡単に入ることができる。
『6』では構造が極度に簡単なものになり、エリアも3までしか存在しない。以前と違い、ウラインターネットゼロが存在する。

### 隠しエリア
WWW（ワールドスリー）エリア（2）
WWWの残党が潜んでいるエリア。プロテクトと呼ばれるガードプログラムが配置されている。またBGMはオープニングをアレンジしたもの。エリア内からプラグアウトできないようにロックされており、プラグアウトするにはエリア外に出る必要がある。
シークレットエリア（3）
ウラの王セレナードが潜むエリア。ナンバーズと呼ばれるガードプログラムが配置されている。特定の条件を満たすことでフォルテGSが出現する。水の上に通路を敷いたようなエリア。エリア内からプラグアウトできないようにロックされており、プラグアウトするにはエリア外に出る必要がある。
ブラックアース（4）
いくつもの鏡が配置されている。前回までと違い、暗いエリアである。エリア数は2つだけで少ないが入場条件が他の隠しエリアと比べかなり厳しい。闇が最後に行き着く場所とされている。
ネビュラホールエリア（5）
リベレートミッションが3個配置されている。エリア6には仲間のダークソウルたちとロードオブカオスが待ち受ける。闇が生まれる場所とされている。
イモータルエリア（6）
新・ボクらの太陽とのコラボレートしているエリア。ジャンゴイベントが起こる。見た目やBGMはグレイブヤードと大差ない。
グレイブヤード（6）
霊気が漂うエリア。今までの作品に登場した全てのナビの墓が安置されている。

## 用語
ロックマンエグゼシリーズに出てくる様々な用語を解説する。
犯罪組織のメンバーなどについては、シリーズ各作品の個別記事を参照。
EXE（エグゼ）
ネットナビなどのコンピュータープログラムの実行ファイルにつけられる拡張子であり、コンピューター、およびそのネットワークを題材とする本シリーズ名の由来となっている。
PET（ペット）
「PErsonal Terminal（パーソナルターミナル）」の略で、いわゆる携帯情報端末。ネットナビはここにインストールされている。作品ごとに様々な形状と性能を持つものが登場する。なお、『エグゼ5』では科学省に歴代のPETが陳列されている。デザインは『エグゼ1』『2』までは共通であったが、『エグゼ3』から毎作デザインが変更されるようになった。
ネットナビ
PETにインストールされている擬似人格プログラム。「ネットワークナビゲーションプログラム」の略であり、さらに略して「ナビ」とも呼ばれる。人間と同じように意思の疎通が可能。メールの送受信や電子機器の操作など、人間がコンピューターやネットワーク使用する上でのあらゆるサポートを行う。また、ウイルスをデリートするための戦闘力も持たせることができる。姿・性格・性能は自由にカスタマイズでき、そのため様々なネットナビが存在する。
通常は人間と対になっているが、中には人間のパートナーを持たず単独で行動するナビもおり、それらは「自律型ネットナビ（じりつがたネットナビ、自立型とも表記）」と呼ばれる。自律型ネットナビが後にオペレーターを得る場合もある（ナパームマンなど）。
一部を除いてロックマンシリーズの主要キャラクターやボスキャラクターを意識した名前・デザインになっている。
オペレーター
ネットナビに対し、そのネットナビの使い手である人間のこと。例えばロックマンにとっては熱斗がオペレーターとなる。ナビへ行動を指示することを「オペレート」と呼ぶことに由来する。バトル中などにナビがどう行動するかはオペレーターのオペレートの腕と、オペレーターとの信頼関係次第となる。
プラグイン
PETからナビを電子機器内に送り込む（トランスミッションする）こと。電子機器に異常が起きたときはナビをプラグインさせ、原因を解析させる。逆に電脳空間からナビがPETに戻ることを「プラグアウト」と呼ぶ。『エグゼ1』〜『3』まではPETのコードをプラグイン端子に差し込んで行っていたが、『エグゼ4』以降は赤外線でナビを送信するようになった。
トランスミッション
プログラムのデータを別の場所に送信すること。ネットナビもプログラムであるため、プラグインはナビをトランスミッションしていると言える。
ウイルス
機器の異常の原因となる悪質なプログラム。コンピューターウイルス。電脳空間上で様々な姿をとり、電脳空間で遭遇した場合はウイルスバスティングをする必要がある。エグゼシリーズでは生物への病原体の意味でこの言葉が用いられることはなく、単純に“ウイルス”といえば上記の意味を指す。
ウイルスバスティング
ウイルスと戦闘を行ってデリートすること。これができないと、電脳世界における行動が大幅に制限されることになる。→#バトルシステム
ネットバトル
ネットナビ同士を戦わせること。ウイルスバスティングも含まれることがある。『エグゼ3』までは無許可でネットバトルを行うことは本来は禁止されていた。
デリート
「消去する（される）」という意味。ナビにとってデリートは死を意味する（ロックマンがデリートされるとゲームオーバーである）。ただし、バックアップをとっていればデリートされても復活することができる（『1』のやいとの発言より）。
シンクロ
オペレーターとナビの精神が同調すること。この度合いはシンクロ率という値（パーセンテージ）で表される。シンクロ率が高いと、オペレートにロスがなくなり、ナビの能力がより引き出され、シンクロ率が100%になることを特にフルシンクロと呼ぶ。一般にシンクロ率はそれほど高い値を出せるものではなく、フルシンクロできる熱斗とロックマンのシンクロ率の高さは特異とされる。『4』以降は光祐一朗が開発したココロウィンドウにより一般人でもフルシンクロすることが可能になっている。
スロットイン
バトルチップをPETに差し込んでナビに転送すること。これによって初めて、ナビがチップを使うことが可能になる。
プログラムくん
プログラムが電脳空間内においてとる姿。普通の人間やナビのように会話をすることができ、漫才好きなものや忍者の姿をしたものなどさまざまなものがいる。頭についている耳のようなものは、実は手である。テレビなどの電子機器内に存在するものは、大抵の場合その機能を司っており、彼らが傷ついたりデリートされたりするとその電子機器が故障することがある。
ネットバトラー
自らのネットナビと共に、ネット犯罪やウイルスなどが引き起こす様々なトラブルへ立ち向かう人々のこと。公的に活動し、ネット犯罪者を逮捕する権限なども持つ「オフィシャルネットバトラー」と、一般市民がライセンスを取得した上で、掲示板で募った依頼などを任意で解決する「市民ネットバトラー」とに分かれる。
WWW（ワールドスリー）
『1』『3』『6』に登場する犯罪組織。かつてのロボット工学の権威であるワイリーを総裁とする。目的はネットワーク社会の崩壊。ワイリーの人望から優れた人材が集まりやすい。
ゴスペル
『2』に登場するネットマフィア。「メンバーはネット上でのみ連絡を取り合うため互いの素性を知らない」「現実社会に直接被害を加える犯罪が多い」といった点でWWWと異なる。人工的なバグの集合体「ゴスペル」を作り出した、アニメ版ではガウス以外は自立型ネットナビ。
ネビュラ
『4』『5』に登場する犯罪組織。凶悪なバトルチップ「ダークチップ」を製造している。幹部がすべて自立型ネットナビという点がWWWと異なる。

## 他作品との関わり
本シリーズは、様々な作品とのコラボレーション（クロスオーバー）や外部出演も行われている。

### コラボレーション
ボクらの太陽シリーズ
『エグゼ4』から『エグゼ6』の間、『ボクらの太陽』のシリーズ各作品と3度に渡りクロスオーバーしている。各作品同士で、お互いの主人公や敵キャラクターが時空を超えて共演し、さらにはゲームシステムが異なる両タイトル間での通信対戦を実現させるまでに至る。
デュエル・マスターズ
劇場版上映時に、同時上映された作品との共同企画。デュエル・マスターズでは「勇騎恐皇フォルテ（ゆうききょうこうフォルテ）」の名でフォルテのカードが作られ、『エグゼ5』にはバトルチップとしてクリーチャー「暗黒王デス・フェニックス（あんこくおうデス・フェニックス、ゲーム中では“デスフェニックス”の名称）」「龍炎鳳エターナル・フェニックス（りゅうえんほうエターナル・フェニックス、ゲーム中では“フェニックス”の名称）」が、それぞれチームオブブルース版、チームオブカーネル版に登場する。
また『デュエル・マスターズ』側では、エグゼシリーズ生誕15周年の2016年にも本シリーズとのコラボカードが製作された。
ロックマンゼロシリーズ
『エグゼ4』と『ロックマンゼロ3』間でのみ存在。両ソフト間で通信を行うことで、『エグゼ4』ではバトルチップ「Zセイバー」（主人公ゼロの使用する剣）が入手でき、『ゼロ3』では一部の敵がエグゼシリーズのウイルスに変化。「Zセイバー」のバトルチップ自体は『エグゼ5』にも登場。
流星のロックマンシリーズ
エグゼシリーズの200年後が舞台である他、システム面でもニンテンドーDSのGBAソフト用のスロットを活かした隠しイベントが『流星のロックマン』および『流星のロックマン2』に存在。
また『エグゼ1』のリメイクである『ロックマン エグゼ オペレート シューティングスター』では、追加シナリオで流星のロックマンシリーズのキャラクターが時間を超えて登場し、さらに条件を満たすと流星のロックマンをプレイヤーキャラクターとして使えるようになる。
浅草花やしき
2016年と2017年にコラボイベント「ロックマンエグゼ ハナヤシキミッション」を開催。敷地内を舞台とした宝探しやイラストの展示、コラボフードやグッズの販売などが行われた。

### 外部出演
鬼武者 無頼伝
『鬼武者』シリーズの派生作品である対戦アクションゲーム。ロックマンが隠しキャラクターとして登場し、ロックマンゼロとも共演する。
大乱闘スマッシュブラザーズ for Nintendo 3DS / Wii U
ロックマンの「最後の切りふだ」で、エグゼシリーズのロックマンが歴代ロックマンの一人として登場。
スマートフォンアプリ
- オトレンジャー - カプコンのスマートフォンアプリ。コラボレーションとしてロールが登場する。
- ドラゴンポーカー - ロックマンをはじめ様々なキャラクターが登場。
- ロックマンX DiVE - ロックマンとブルースがプレイアブルキャラクターとして登場。また期間限定で本シリーズをイメージしたイベントステージが登場した。初代シリーズの同名キャラクターとの混同を避けるため、名前の最後に「.EXE」が追記されている。

## 大会
第1作『バトルネットワーク ロックマンエグゼ』を発売した2001年から、日本国内において毎年シリーズが発売されるごとに大会が開かれている。この大会は「ネットバトルツアー」または「サバイバルネットバトル」と称され、ゲームの通信対戦機能を利用してその強さが競われる。『3』からは、福岡、大阪、名古屋、東京、札幌で地方大会が行なわれた後、それぞれの優勝者たちが東京で開催される全国大会決勝戦に集まり、日本一を争う。
全国大会決勝戦は、『3』では「ネットバトルツアー2003ファイナル」、『4』では「サバイバルネットバトル2004ファイナル」、『5』および『6』ではKNC (King of Netbattle Championship) と呼称される。

### 参加資格
大会はゲームボーイアドバンス（ノーマル、SPは問わない）とロックマンエグゼ最新作を持っていれば参加できる。ニンテンドーDS、ゲームボーイミクロでは不可。通信ケーブルは大会側が用意しているが、大会終了後や大会前にも通信対戦を楽しむため、持参している者は多い。周囲はロックマンエグゼの対戦をするために集まった人ばかりであるから、通信対戦をするには絶好の機会である。
大会は年齢によるクラス分けがされており、小学1〜4年生までが参加できる「ジュニアクラス」、小学5年生〜中学3年生までが参加できる「シニアクラス」、年齢無制限の「マスターズクラス」、小学1年生〜中学3年生までが参加でき、ロックマン以外のナビを操作する「ゲートクラス」がある。年齢を偽って参加資格のないクラスに参加したことが発覚した場合は失格となる。当初は中学校3年生までしか参加資格が無く、大会がジュニア・シニアの2クラスに分けられたのは『3』の夏大会からである。その後『5』の冬大会においてマスターズクラスが設けられ、年齢に関わらず参加できるようになった。ゲートクラスは『5』の夏WHF大会から設置され、このクラスが全国大会出場可能になったのは、『6』春大会以降のことである。ジュニア・シニアクラスは葉書による事前応募制であり、当選しなければ参加できない。マスターズクラスとゲートクラスは当日参加制である。

### 大会形式
大会形式は各クラス共通で予選と決勝に分かれている。ゲートクラス以外の参加者は受付を済ますと3枚のチケットを渡され、予選が行なわれる。また、参加者は受付をした際に参加特典が貰える。主に非売品の改造カードである。改造カードが無かった『エグゼ1』から『3』までは、通信機能によるバトルチップ配布が主だった。改造カードが発売された『4』以降は、配布された改造カードをカードeリーダー+で読み込ませてバトルチップを入手する形式が主になっている。
なお、ロックマンエグゼシリーズの通信対戦には勝敗によってバトルチップのやり取りがある「ほんばん」とバトルチップのやり取りがない「れんしゅう」の2つの対戦形式が存在している。大会では全ての試合で（本戦ではあるものの）「れんしゅう」の形式が選ばれている。

### 予選
ゲートクラス以外の予選では『2』の大会から導入された、30分間通信対戦を繰り返すサバイバルネットバトル形式が主である。通信対戦の勝者はチケットを相手から1枚貰い、敗者はチケットを1枚渡さなければならない。一度対戦が終わると手を上げ、相手を変えて再び通信対戦を行なう。大会のスタッフは、手を先に上げた者から優先して対戦を行わせる。一度戦った相手との対戦はできない。同じ相手と再び対戦が組まれた場合は、手を上げて報告する。そうして対戦を繰り返し、手元のチケットがなくなった者は試合場から退出する。制限時間終了まで残り続け、チケットを一定枚数以上獲得した者は「市民ネットバトラー」に認定される。さらに獲得チケットの枚数が多く、決勝に進出した者は「オフィシャルネットバトラー」に認定される。認定されると「市民ネットバトラーカード」「オフィシャルネットバトラーカード」がそれぞれ渡される。
ゲートクラスでは、事前に3体のロックマン以外のオペレートするナビを選び、それを使用して3本勝負の16人トーナメントで戦う。
『4』の大会までは、一度オフィシャルネットバトラーに認定された者が葉書を応募しなくても予選大会に出られる「シード権」があった。しかし『5』の春大会においてジュニア・シニアクラスでも完全当日受付を実施することがあるようになってからは廃止された。
ジュニアクラスが開設されるまでは、A〜Dの4グループに別れ、各グループで制限時間内にチケットを多く勝ち取った2名が8人制決勝トーナメントに参加できた。ジュニアクラスの開設後は、各2グループに減り、4人制トーナメントが2つ行なわれるようになった。マスターズクラス開設後はシニアクラスでは2グループから1人ずつを選出、他のクラスでは全て1グループ内から2人を選び出すようになった。『1』の大会は、2列になって目の前の人と戦い、負ければ列から抜けそこで大会は終わり。10勝したもの同士が決勝でぶつかるという、シビアなものであった。また、『4』冬の大阪大会では、勝った者、負けた者同士が戦い、全勝（4勝）したものが16人トーナメントに参加し、そこで勝ち抜けた4人が決勝トーナメントに進出するという、スイスドロー方式であった。

### 決勝
決勝は3回勝負で、先に2勝したものが優勝となる。決勝戦はモニターに試合の様子が写され、実況が行なわれる。『3』および『4』では、決勝進出（オフィシャルネットバトラー認定）をすることで、全国大会への出場権を得ていた。つまり1位と2位の選手は共に全国大会に出場できた。『5』でマスターズクラスが開設されると、それ以降は優勝することが、後に東京で行なわれる全国大会の出場権を得る条件になった。そしてこの全国大会で、毎回No.1ネットバトラーが決められる。

### 禁止事項
「改造機器の使用の痕跡が発見された場合」、「カセットに通常のプレイでは起こりえない状況が発生していた場合」、「予選と決勝でカセットの中身を替えたり、ソフトそのものを入れ替えた場合（5春大阪以降）」原則として失格となり、以後、基本的には大会参加資格を失うことになる。以下に上記3点に当てはまらない禁止事項を記述する。
- 『2』…プリズムの中にフォレストボムを投げ入れること。＊を6枚以上フォルダに入れること。同種のナビを2枚以上フォルダに入れること。PAを2回以上使用すること。
- 『3』…通常版でシャドースタイル、BLACK版にでグランドスタイルを使用すること。カスタムを11枚にすること。フォルダのレギュラー容量を超えてチップをレギュラー指定すること。フォルダのメガ、ギガが入れられる枚数を超えてフォルダにメガ、ギガを入れること。フォルダリターンを2回以上使用すること。PAを2回以上使用すること。
- 『4』…カワリミとイアイフォームを用いて無敵状態になること。互いのHP表示を消すこと。フォルダのレギュラー容量を超えてチップをレギュラー指定すること。フォルダのメガ、ギガが入れられる枚数を超えてフォルダにメガ、ギガを入れること。
- 『5』…カワリミとイアイフォームを用いて無敵状態になること。暗転を利用するバグを用いたあらゆる行動。また、バグを用いてはいないがAI（ダークインビジ状態など）が4回以上、同一のチップ（スタンダードを除く）・PAを使用すること。ダークインビジをフォルダに入れること。審判が確認する前に通信ケーブルを抜くこと。
- 『6』…改造カード「モモグラン」、「ダークシャドー」を入れること（マスターズ限定）。審判が確認する前に通信ケーブルを抜くこと。

## メディア展開

### 漫画
- 『ロックマンエグゼ』（作：鷹岬諒）
- 『バトルストーリー ロックマンエグゼ』（原作：けいじま潤 作画：あさだみほ）
- 『激闘!エグゼ兄弟ロックメーン』（作：川野匠）
- 『爆笑ネットワーク ロックマン野郎エグゼ』（作：相田裕司）
- 『ガルル ロックマンエグゼ』（作：永井ゆうじ）

### アニメ
- ロックマンエグゼ
- ロックマンエグゼAXESS
- ロックマンエグゼStream
- ロックマンエグゼBEAST
- ロックマンエグゼBEAST+

### 劇場版
『ロックマンエグゼStream』の放映時期に公開。アニメの世界を引き継いでいる。
- ロックマンエグゼ 光と闇の遺産

## 関連商品

### 玩具
本シリーズの玩具は、アニメシリーズに合わせて発売されており2003年春まではバンダイ、以降はタカラ（現 タカラトミー）から発売されている。カタンのみカプコンからの発売となっている。
PET関連
- プラグインPET（アニメ第1作、『3』のデザイン）
- アドバンスドPET / アドバンスドPET-II（ツー）（アニメ『AXESS』、『4』のデザイン）
- プログレスPET（アニメ「Stream」、『5』のデザイン）
- リンクPET-EX.（エクシード）（アニメ『BEAST』『BEAST+』、『6』のデザイン）

テーブルゲーム
- ロックマンエグゼ カタン
- ドンジャラコンパクト ロックマンエグゼ

トレーディングカードゲーム
- ロックマンエグゼ カードゲーム
- ロックマンエグゼ アクセス カードゲーム

フィギュア
- ロッキンアクション
- バトルプラクション ロックマンエグゼAXESS

上記以外にもカプコンから様々なノベルティが、またアニメ放映時には様々な文具や玩具が発売された。また、フィギュアは2016年以降、株式会社千値練の「4インチネル」のシリーズなども製作・販売されている。

### 書籍
- 「ロックマンエグゼ キャラクター大図鑑」 2006年3月27日発売 ISBN 4862330320
- 「ロックマンエグゼのすべて オフィシャル設定資料集」 2006年3月30日発売 ISBN 4862330428
- 「ロックマンエグゼのひみつ オフィシャル設定イラストガイド」 2006年7月14日発売 ISBN 4862330592
- 「ロックマン エグゼ オフィシャルコンプリートワークス」 2009年12月21日発売 ISBN 9784862332448